# Peacemaker (serie televisiva)
Peacemaker è una serie televisiva di supereroi statunitense creata da James Gunn per il servizio di streaming HBO Max, basata sull'omonimo personaggio di DC Comics. La prima stagione è l'unica serie televisiva del DC Extended Universe (DCEU) e spin-off del film The Suicide Squad - Missione suicida (2021). Ambientato dopo gli eventi del film, esplora ulteriormente il mercenario gingoista Christopher Smith / Peacemaker. È stata prodotta da The Safran Company e dalla Troll Court Entertainment in associazione con Warner Bros. Television e con Gunn come showrunner. La seconda stagione è prodotta dai DC Studios ed è ambientata nel DC Universe (DCU), un "reboot" del DCEU.
John Cena interpreta il personaggio titolare, riprendendo il suo ruolo in The Suicide Squad, affiancato nel cast da Danielle Brooks, Freddie Stroma, Chukwudi Iwuji, Jennifer Holland, Steve Agee e Robert Patrick. Gunn ha concepito Peacemaker dopo aver notato la forza di Cena come attore drammatico durante le riprese di The Suicide Squad e ha scritto la prima stagione mentre terminava quel film. HBO Max ha ordinato la serie a settembre 2020. Le riprese si sono svolte a Vancouver, Canada, da gennaio a luglio 2021, con Gunn che ne ha diretto cinque episodi. Ha scelto di usare canzoni hair metal per la colonna sonora della serie, tra cui Do Ya Wanna Taste It di Wig Wam per la sequenza di ballo dei titoli di testa. Una seconda stagione è stata ordinata nel febbraio 2022, con Gunn che ha nuovamente scritto tutti gli episodi. La stagione è stata integrata nel DCU dopo che Gunn è stato nominato co-AD dei DC Studios. Le riprese sono iniziate ad aprile 2024 presso i Trilith Studios di Atlanta, Georgia.
Peacemaker ha debuttato su HBO Max il 13 gennaio 2022, con i suoi primi tre episodi. Gli altri cinque episodi della prima stagione sono stati pubblicati settimanalmente fino al 17 febbraio. Gli spettatori sono aumentati con ogni episodio e la stagione ha ricevuto recensioni positive. La seconda stagione verrà pubblicata su Max. La serie è stata candidata a diversi premi, tra cui un Primetime Creative Arts Emmy Award. Una serie spin-off, Waller, è in fase di sviluppo come parte del DCU.

## Trama
La prima stagione segue Christopher Smith / Peacemaker dopo essersi ripreso dalle ferite riportate durante gli eventi del film del DC Extended Universe (DCEU) The Suicide Squad - Missione suicida (2021). Peacemaker è costretto a unirsi alla misteriosa squadra di black ops dell'A.R.G.U.S. nota come "Progetto Butterfly", che è in missione per identificare ed eliminare creature parassite simili a farfalle che hanno preso il controllo dei corpi umani in giro per il mondo. La seconda stagione è ambientata nel DC Universe (DCU) e segue gli eventi del film del DCU Superman (2025).

## Episodi
| Stagione         | Episodi | Pubblicazione |
| ---------------- | ------- | ------------- |
| Prima stagione   | 8       | 2022          |
| Seconda stagione | 8       | 2025          |

## Personaggi e interpreti

### Personaggi principali
- Christopher Smith / Peacemaker (stagioni 1-2), interpretato da John Cena, doppiato in italiano da Massimo Bitossi.
È un mercenario gingoista che crede nel raggiungimento della pace ad ogni costo. Lo showrunner James Gunn ha descritto Peacemaker come un «pezzo di merda» e un «supereroe/supercriminale/[il] più grande coglione al mondo».[4][5]
- Leota Adebayo (stagioni 1-2), interpretata da Danielle Brooks, doppiata in taliano da Benedetta Degli Innocenti.
È la figlia della leader dell'A.R.G.U.S. Amanda Waller e membro del Progetto Butterfly[1][6]
- Adrian Chase / Vigilante (stagioni 1-2), interpretato da Freddie Stroma, doppiato in italiano da Flavio Aquilone.
È un autoproclamato combattente del crimine che guarda a Peacemaker come un fratello maggiore[7][8]
- Clemson Murn (stagione 1), interpretato da Chukwudi Iwuji, doppiato in italiano da Alessandro Capra.
È un mercenario e leader del Progetto Butterfly che fa capo direttamente a Waller.[1][9] Si scopre che lui stesso è una Farfalla canaglia chiamata Ik Nobe Lok[10]
- Emilia Harcourt (stagioni 1-2), interpretata da Jennifer Holland, doppiata in italiano da Valentina Favazza.
È un'agente dell'A.R.G.U.S. assegnata al Progetto Butterfly da Waller[11]
- John Economos (stagioni 1-2), interpretato da Steve Agee, doppiato in italiano da Stefano Alessandroni.
È un agente dell'A.R.G.U.S. che fornisce supporto tattico per il Progetto Butterfly[12]
- August Smith / Drago Bianco (stagione 1), interprato da Robert Patrick, doppiato in italiano di Stefano De Sando.
Il padre suprematista di Peacemaker che gli fornisce la tecnologia per aiutare la sua missione[11][13]

### Personaggi ricorrenti
- Amanda Waller (stagione 1), interpreta da Viola Davis, doppiata in italiano da
- Sophie Song (stagione 1), interpretata da Annie Chang, doppiata in italiano da Eva Padoan.
- Larry Fitgibbon (stagione 1), interpretato da Lochlyn Munro, doppiato in italiano da Franco Mannella.
- Keeya Adebayo (stagione 1), interpretata da Elizabeth Ludlow, doppiata in italiano da Joy Saltarelli.
- Jamil (stagione 1), interpretato da Rizwan Manji, doppiato in italiano da Alessandro Budroni.
- Judomaster (stagione 1), interpretato da Nhut Le, doppiato in italiano da Alex Polidori.
- Caspar Locke (stagione 1), interpretato da Christopher Heyerdahl, doppiato in italiano da Sergio Lucchetti.
- Christopher Smith (bambino, stagione 1), interpretato da Quinn Bennett, doppiato in italiano da Otto Bitossi.
- Guy Gardner / Lanterna Verde (stagione 2), interpretato da Nathan Fillion, doppiato in italiano da Andrea Lavagnino.
- Kendra Saunders / Hawkgirl interpretata da Isabela Merced, doppiata in italiano da Margherita De Risi
- Rick Flag Sr. (stagione 2), interpretato da Frank Grillo, doppiato in italiano da Simone Mori.
- Sasha Bordeaux (stagione 2), interpretata da Sol Rodríguez.
- Langston Fleury (stagione 2), interpretato da Tim Meadows.
- Red St. Wild (stagione 2), interpretato da Michael Rooker.

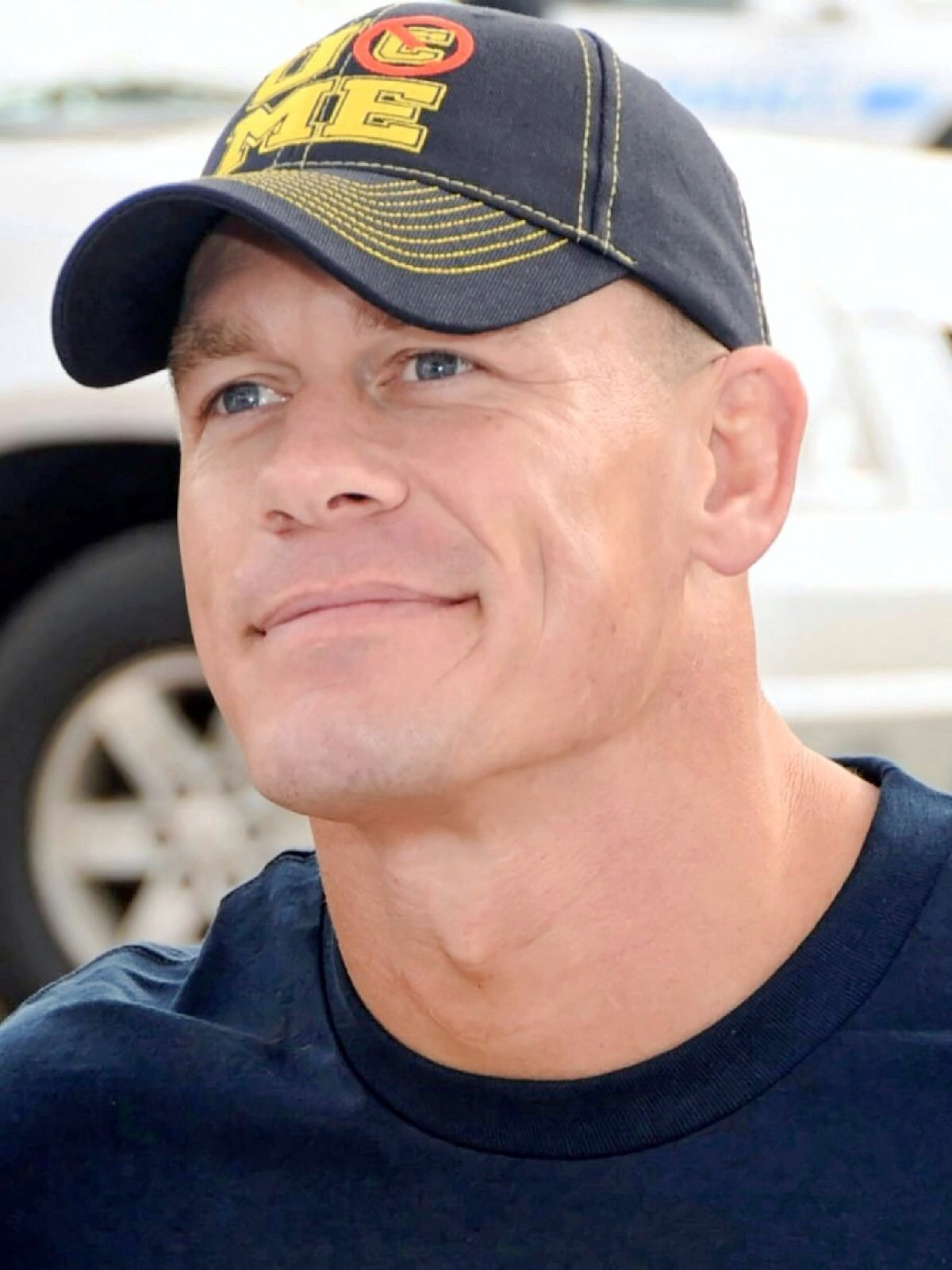
John Cena, interprete di Christopher Smith / Peacemaker
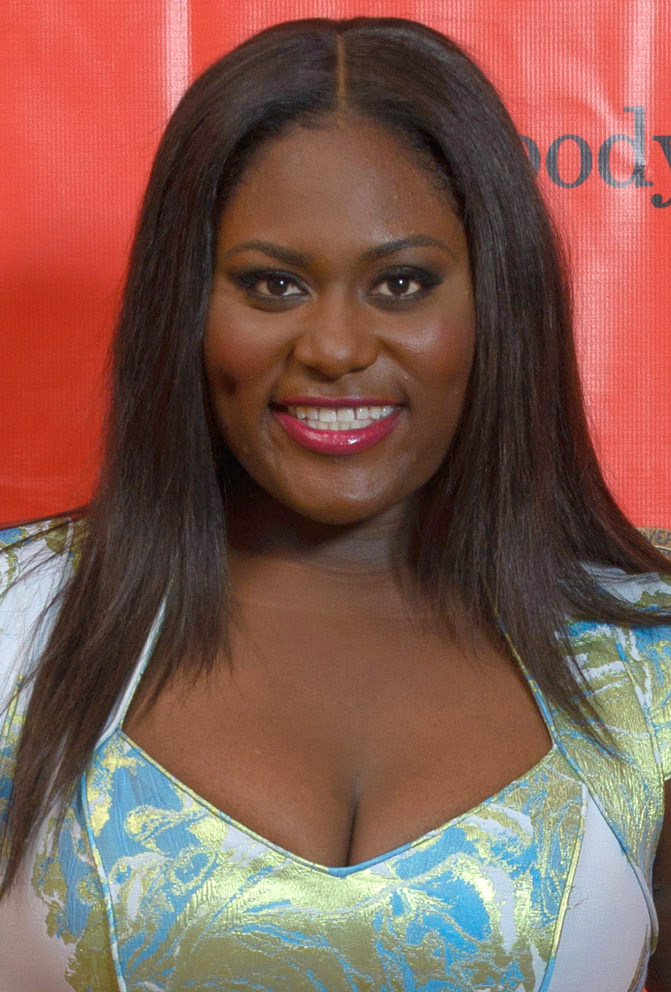
Danielle Brooks, interprete di Leota Adebayo
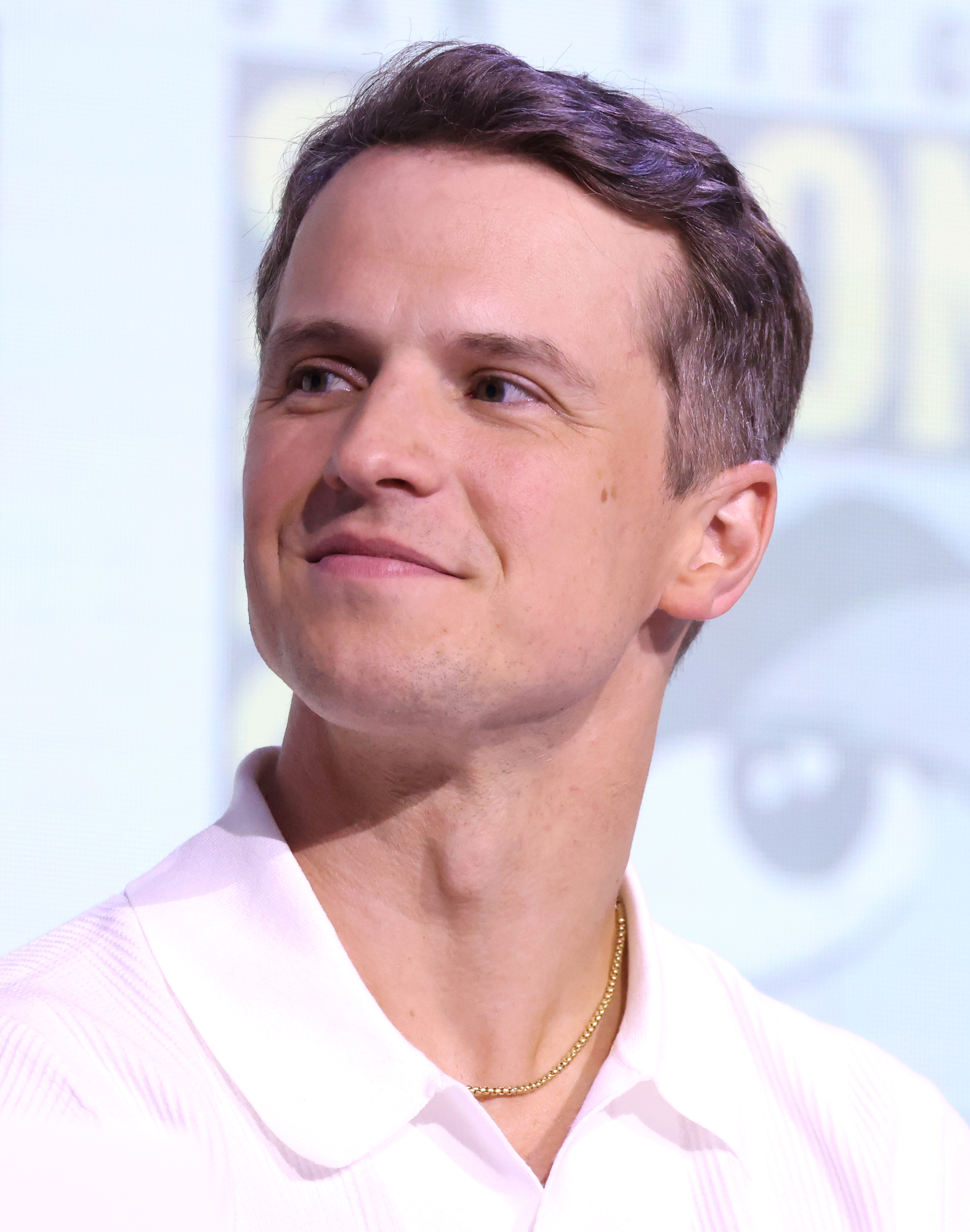
Freddie Stroma, interprete di Adrian Chase / Vigilante
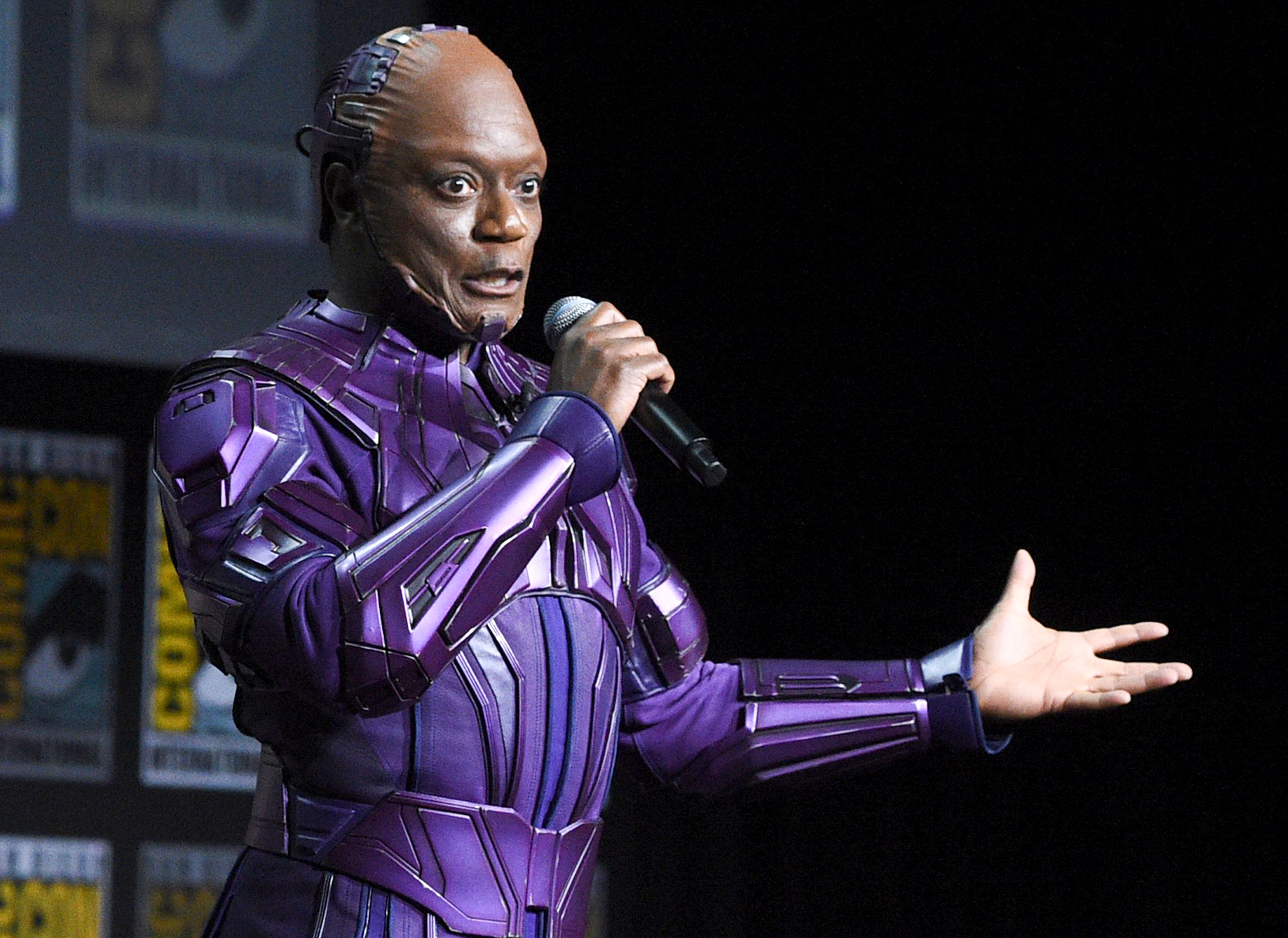
Chukwudi Iwuji, interprete di Clemson Murn
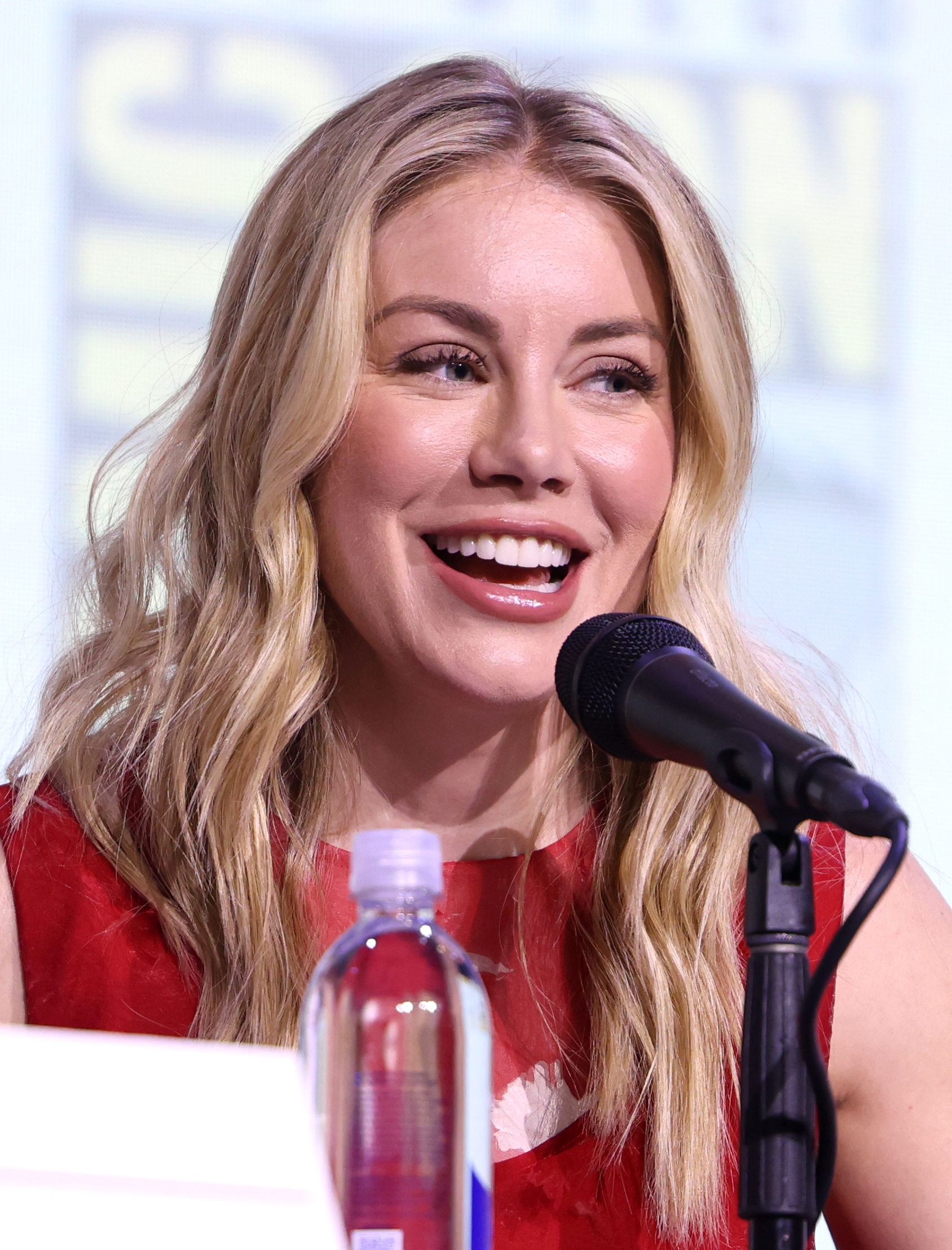
Jennifer Holland, interprete di Emilia Harcourt
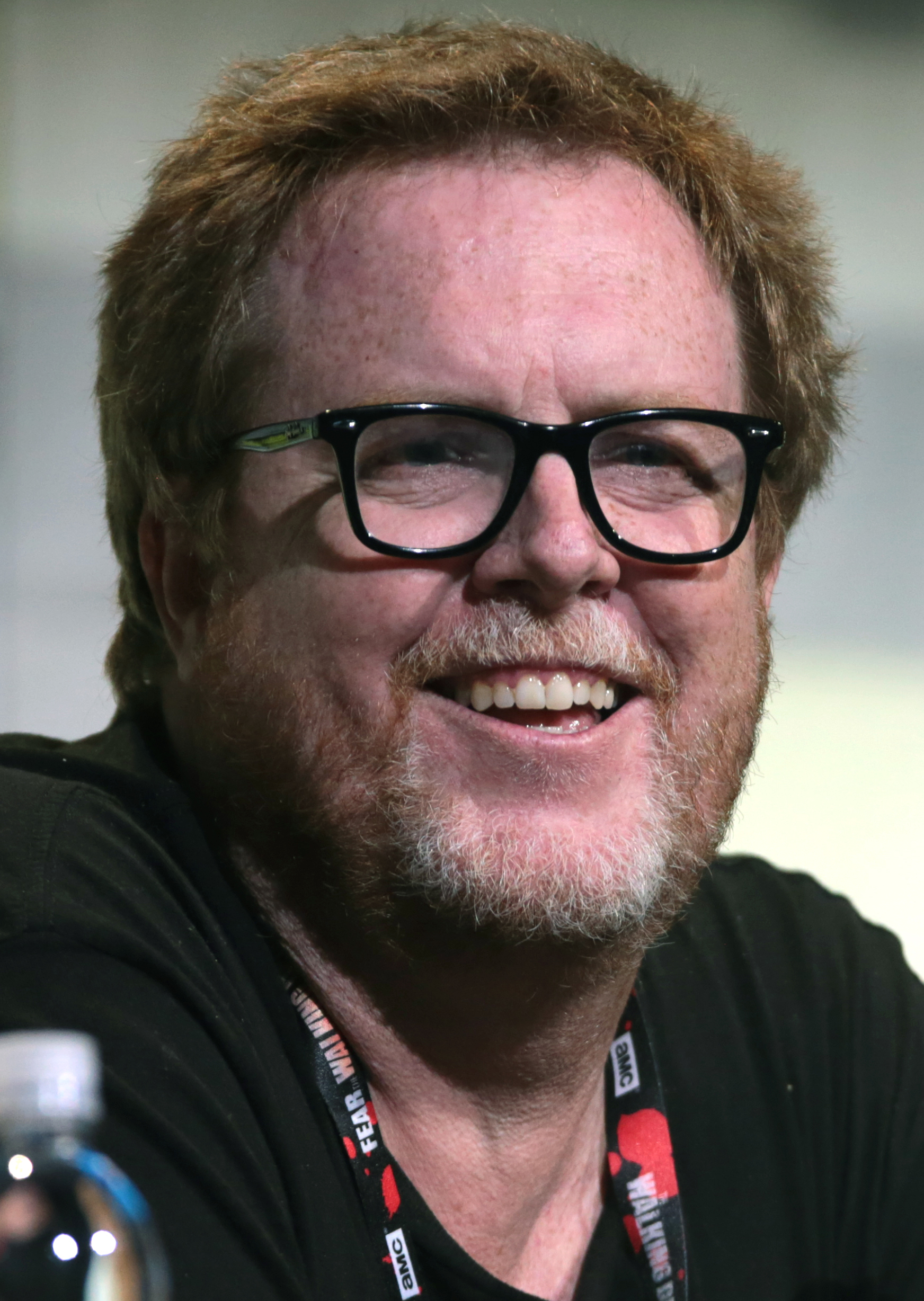
Steve Agee, interprete di John Economos
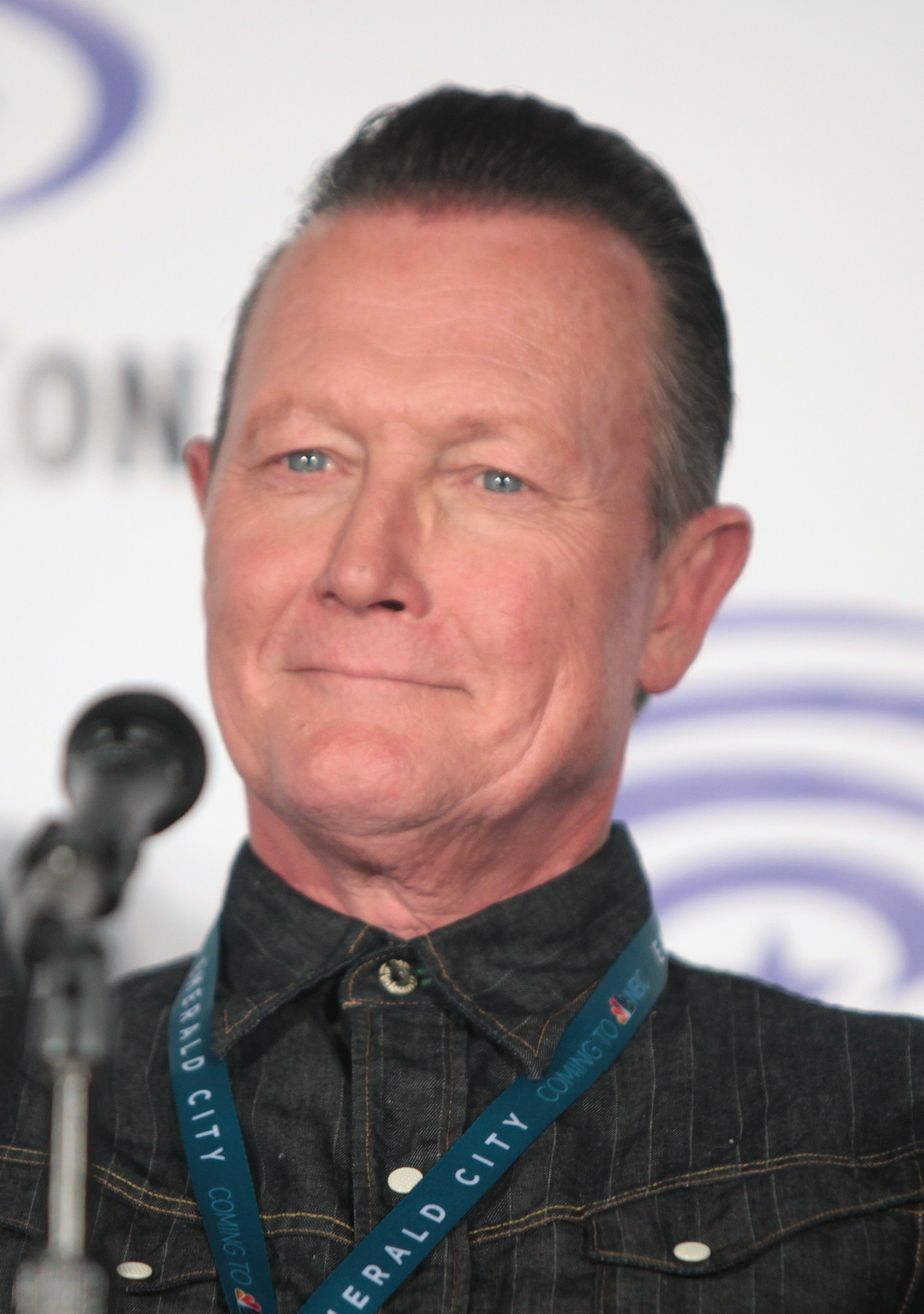
Robert Patrick, interprete di August Smith / Drago Bianco
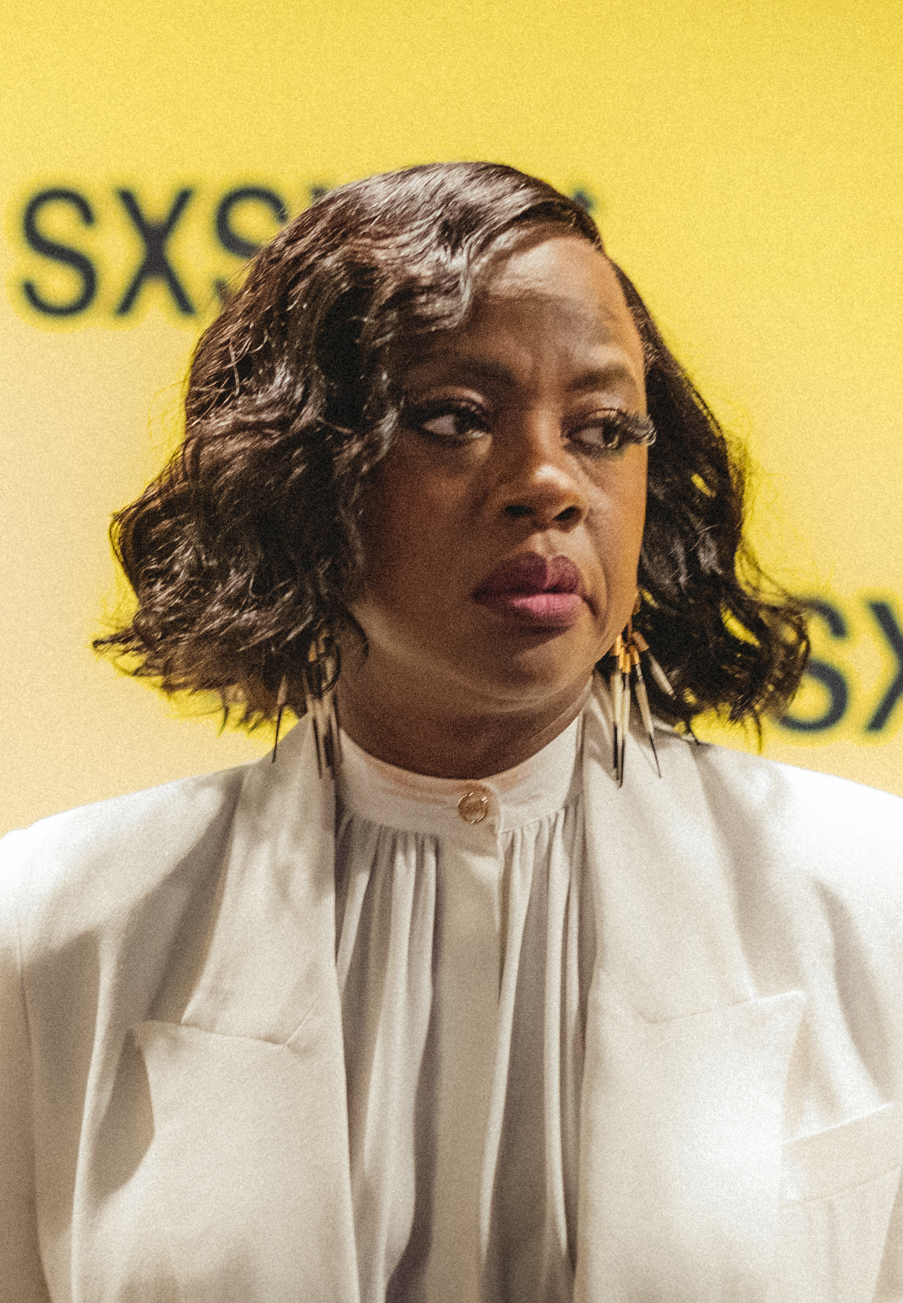
Viola Davis, interprete di Amanda Waller
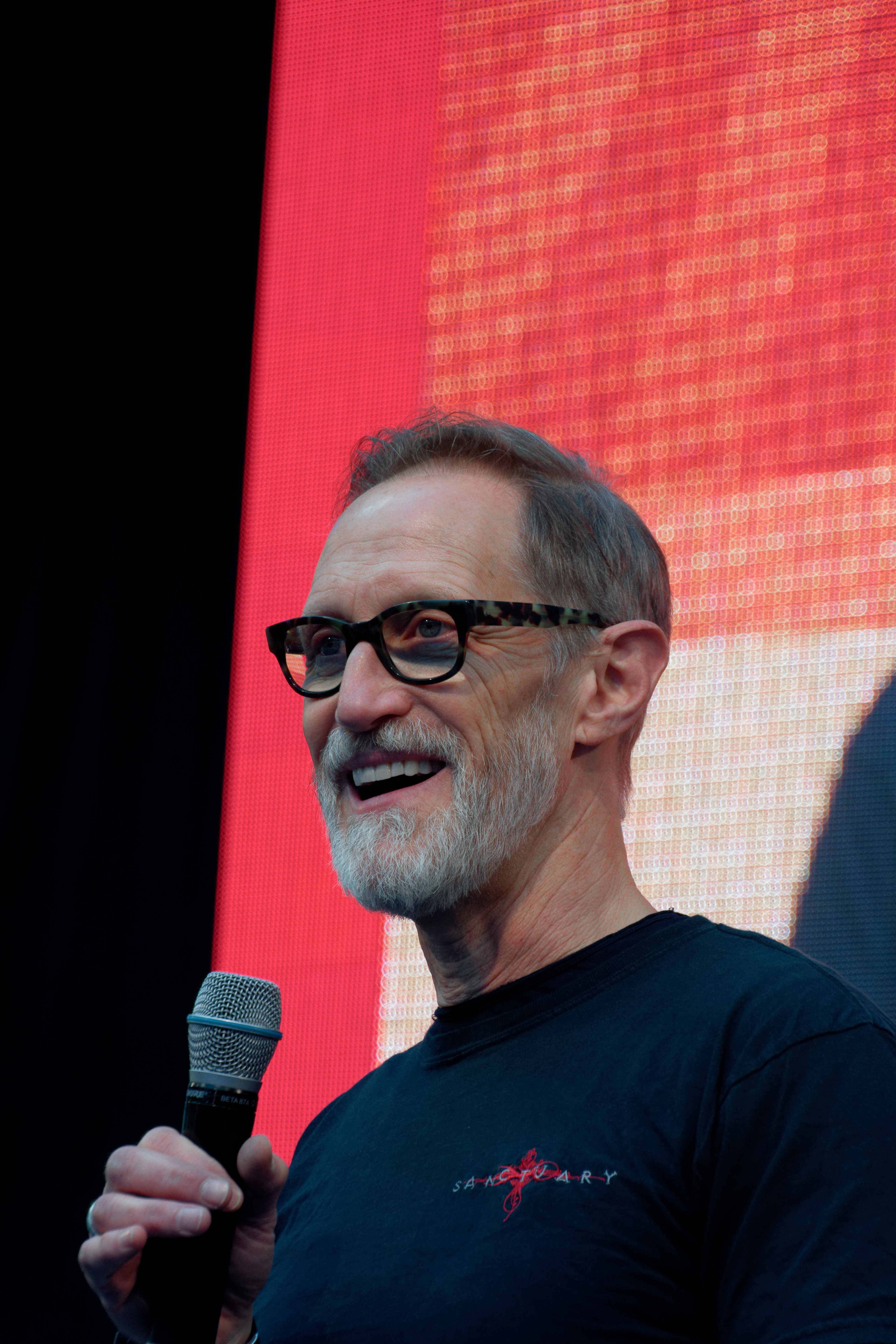
Christopher Heyerdahl, interprete di Caspar Locke
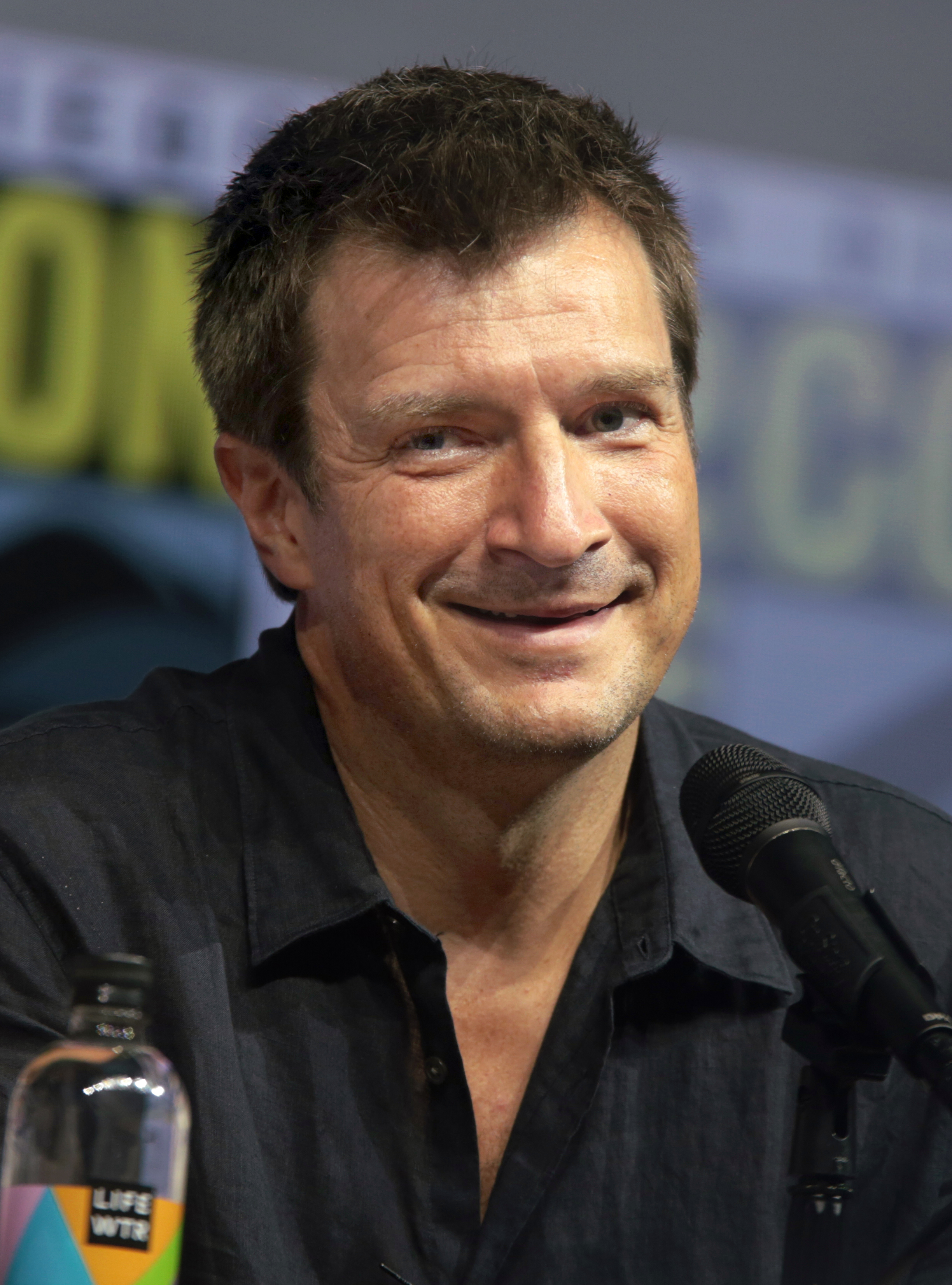
Nathan Fillion, interprete di Guy Gardner / Lanterna Verde
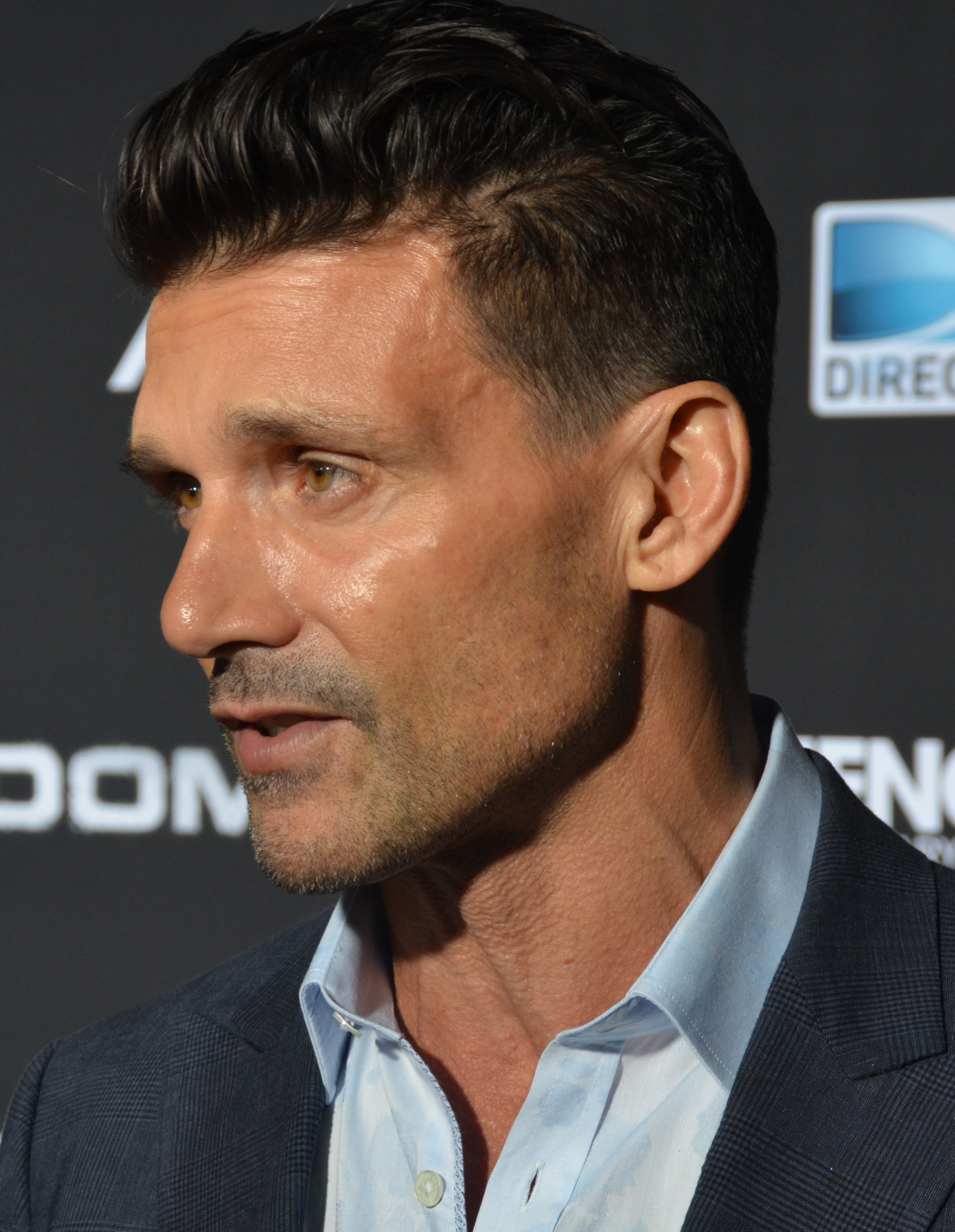
Frank Grillo, interprete di Rick Flag Sr.
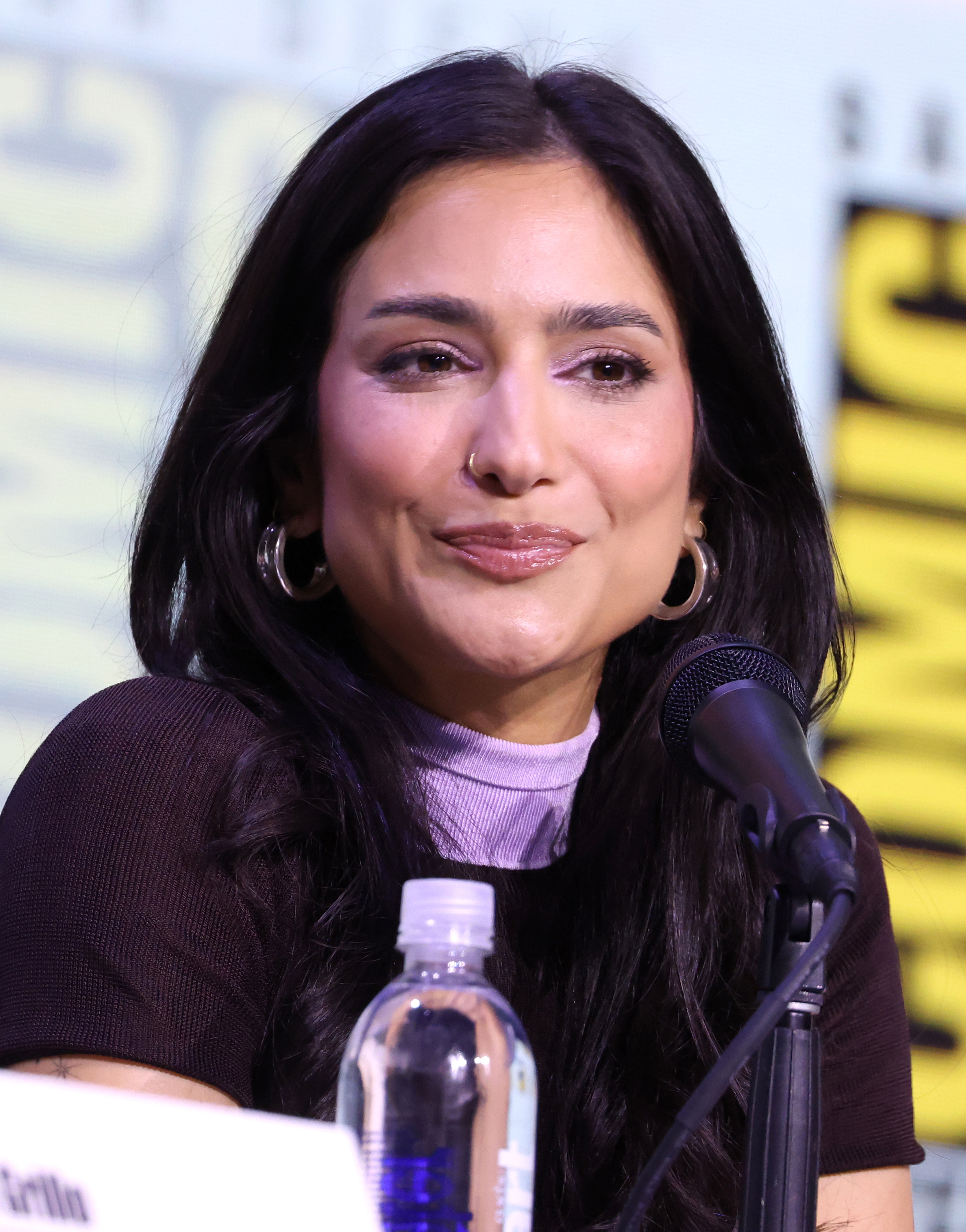
Sol Rodríguez, interprete di Sasha Bordeaux
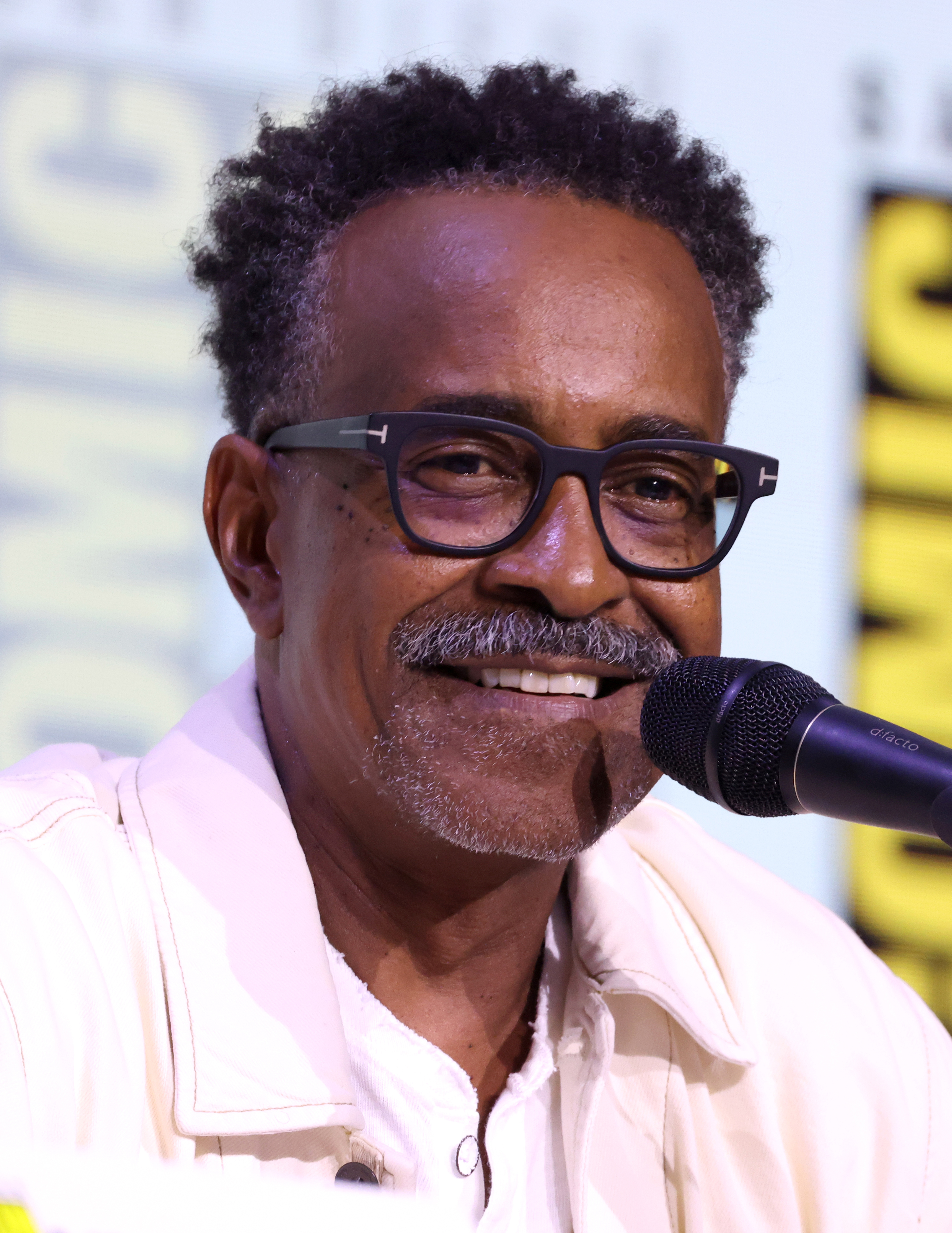
Tim Meadows, interprete di Langston Fleury
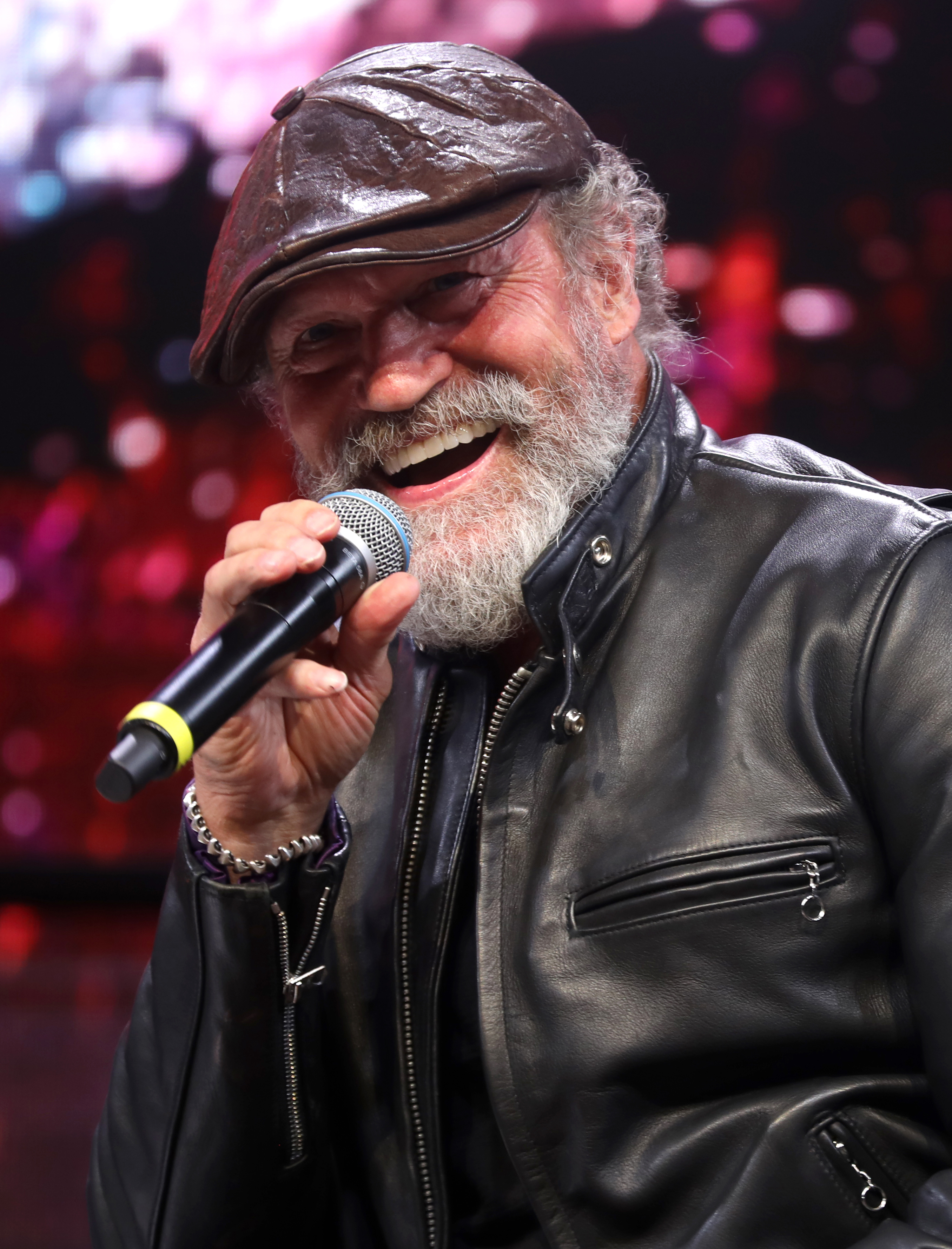
Michael Rooker, interprete di Red St. Wild

## Produzione

### Sviluppo
Mentre completava il lavoro sul film del DC Extended Universe (DCEU) The Suicide Squad - Missione suicida (2021) nell'agosto 2020, lo sceneggiatore e regista James Gunn ha iniziato a scrivere una serie televisiva spin-off incentrata su Peacemaker, il personaggio interpretato da John Cena nel film. Il presidente di DC Films, Walter Hamada, ha contattato i realizzatori dei di film in programma dello studio per creare serie televisive spin-off interconnesse per il servizio di streaming HBO Max, e il servizio ha ordinato la serie Peacemaker nel settembre 2020. Gunn stava scrivendo tutti gli otto episodi della prima stagione e ne avrebbe diretti cinque. Lui e Peter Safran sono stati scelti come produttori esecutivi, con Cena come co-produttore esecutivo. La stagione è stata prodotta dalla Troll Court Entertainment di Gunn e da The Safran Company in collaborazione con Warner Bros. Television. Matt Miller si è unito come produttore esecutivo aggiuntivo nel dicembre 2020.
HBO Max ha annunciato una seconda stagione di Peacemaker nel febbraio 2022, con Gunn pronto a scrivere e dirigere tutti gli episodi. Quell'aprile, Discovery, Inc. e WarnerMedia, società madre di Warner Bros., si sono fuse nell'aprile 2022 per formare Warner Bros. Discovery (WBD), guidata dal presidente e AD David Zaslav. Ci si aspettava che la nuova azienda ristrutturasse DC Entertainment e Zaslav iniziò a cercare un equivalente del presidente dei Marvel Studios Kevin Feige per guidare la nuova filiale. Gunn e Safran sono stati annunciati come co-presidenti e co-AD degli appena fondati DC Studios alla fine dell'ottobre 2022. Una settimana dopo il loro ingaggio, i due avevano iniziato a lavorare con un gruppo di sceneggiatori per sviluppare un piano di otto-dieci anni per il nuovo DC Universe (DCU) che sarebbe stato un "soft reboot" del DCEU. Gunn e Safran hanno detto che alcuni membri del cast avrebbero ripreso i loro ruoli da The Suicide Squad e Peacemaker nel DCU e che sarebbe rimasto un «vago ricordo» di quegli eventi. Poiché Gunn era impegnato con le sue nuove responsabilità, la seconda stagione di Peacemaker è stata sospesa a gennaio 2023.
Più tardi nel 2023, Gunn ha detto che la seconda stagione era il suo progetto successivo dopo il film del DCU Superman (2025) e ha detto che avrebbe fatto parte della lista di contenuti del Chapter One: Gods and Monsters del DCU. Nel marzo 2024, ha chiarito che la prima stagione non era canonica al DCU e ha detto che la seconda stagione sarebbe invece successiva dagli eventi di Superman. A quel tempo, ha rivelato che le riprese della stagione si sarebbero svolte contemporaneamente a Superman più tardi nel 2024, nell'interesse di preparare la stagione il prima possibile, pertanto Gunn non è stato più in grado di dirigere tutti gli episodi. Ha infine diretto tre episodi, incluso il primo, con anche Greg Mottola che dirige due episodi, e Peter Sollett, che ha diretto il quarto episodio.

### Casting
Con l'ordine della serie nel settembre 2020, è stato confermato che John Cena riprenderà il ruolo di Peacemaker da The Suicide Squad. Il mese successivo, Steve Agee, amico stretto di Gunn, si è unito alla serie nei panni di John Economos, anche lui di ritorno dal film. A novembre, la fidanzata di Gunn, Jennifer Holland, si è unita nel cast nel ruolo di Emilia Harcourt, personaggio da lei interpretato in The Suicide Squad, insieme a Danielle Brooks nei panni di Leota Adebayo, Robert Patrick nei panni di Auggie Smith e Chris Conrad nei panni di Adrian Chase / Vigilante. Holland è rimasta sorpresa dal fatto che Gunn abbia riportato il suo personaggio nella serie, credendo che la sua parte in The Suicide Squad sarebbe stata un breve ruolo una tantum. Chukwudi Iwuji si è unito al cast come Clemson Murn a dicembre. Alla fine di maggio 2021, Freddie Stroma è stato scelto per sostituire Conrad come Adrian Chase / Vigilante, dopo che Conrad ha lasciato la serie a causa di divergenze creative. Cena ha confermato che sarebbe tornato per la seconda stagione quando è stata ordinata nel febbraio 2022. Nel luglio 2023, Gunn ha detto che Stroma avrebbe ripreso il suo ruolo di Vigilante nel DCU. Riprendono anche i loro ruoli dalla prima stagione Brooks, Holland e Agee. Nel maggio 2024, Frank Grillo si è unito al cast per la seconda stagione come Rick Flag Sr., riprendendo il suo ruolo dalla serie animata del DCU Creature Commandos (2024). Sol Rodríguez, David Denman e Tim Meadows sono stati scelti il mese successivo, con Rodríguez che interpreta Sasha Bordeaux e Meadows scelto come Langston Fleury.

### Riprese
Le riprese della prima stagione sono iniziate il 15 gennaio 2021 a Vancouver, Canada, col titolo di lavorazione The Scriptures, con Michael Bonvillain come direttore della fotografia. Gunn ha diretto cinque episodi della serie, mentre Jody Hill, Rosemary Rodriguez e Brad Anderson ne hanno diretto uno ciascuno. La produzione è durata complessivamente 131 giorni e si è conclusa l'11 luglio. Le riprese della seconda stagione sono iniziate nell'aprile 2024, svolgendosi contemporaneamente alla produzione di Superman presso i Trilith Studios di Atlanta, Georgia.

## Colonna sonora
Gunn ha rivelato nel giugno 2021 che Clint Mansell e Kevin Kiner stavano componendo la partitura per la serie, dopo che il compositore di The Suicide Squad John Murphy era impegnato a scrivere la colonna sonora per Guardiani della Galassia Vol. 3 (2023) di Gunn. Un album della colonna sonora con la partitura di Mansell e Kiner è stato pubblicato il 18 febbraio 2022. La prima stagione presenta anche canzoni hair metal che Gunn ha selezionato e scritto nelle sceneggiature.

## Promozione
Il 9 maggio 2025 è stato distribuito il teaser trailer ufficiale della seconda stagione. Il 27 luglio successivo è stato diffuso il trailer ufficiale della seconda stagione.

## Distribuzione

### Streaming
Peacemaker ha debuttato il 13 gennaio 2022 su HBO Max, con i suoi primi tre episodi. La serie è stata distribuita nel Regno Unito il 22 marzo, su Sky Max e Now. In Italia la serie è stata distribuita il 21 dicembre 2022 in streaming su TIMvision.
La seconda stagione sarà presentata in anteprima sul servizio di streaming HBO Max dal 21 agosto 2025 e sarà composta da otto episodi.

### Home video
Il 5 settembre 2022 è stata distribuita l'edizione in DVD e Blu-ray regione 2. Il successivo 27 ottobre è stata distribuita la versione in regione 4 e il 22 novembra la versione in regione 1.

## Accoglienza

### Ascolti
Deadline Hollywood ha riportato che ogni episodio di Peacemaker ha ricevuto un numero di spettatori maggiore del precedente, e HBO Max ha dichiarato che l'audience del finale di stagione è stata superiore del 44% rispetto alla première della serie. Secondo il servizio, il finale ha battuto il record per il più alto numero di spettatori in un singolo giorno di un episodio originale di HBO Max. Nel Regno Unito, dove Peacemaker non è stata distribuita fino a quando non ha terminato la messa in onda negli Stati Uniti, la serie è stata la terza più piratata per il primo trimestre del 2022 dopo Euphoria di HBO e The Book of Boba Fett di Disney+.

### Critica
Sull'aggregatore di recensioni Rotten Tomatoes ha una percentuale di gradimento del 93% basato su 90 recensioni, con un voto media di 7.7 su 10. Il consenso critico del sito web recita: «John Cena è ancora in forma solida come Peacemaker, conducendo una buona vita sanguinante che dà allo sceneggiatore-regista James Gunn il pieno permesso di sbizzarrirsi». Su Metacritic ha un punteggio medio ponderato di 70 su 100 sulla base delle recensioni di 26 recensioni, indicando «recensioni generalmente favorevoli».

## Riconoscimenti
- 2022 – Annie Award[62]
  - Candidatura per Miglior risultato per l'animazione dei personaggi in una produzione live action a Michael Cozens, Mark Smith, Kai-Hua Lan, Selene McLean e Richard John Moore
- 2023 – Critics' Choice Super Awards[63]
  - Candidatura alla Miglior serie, miniserie o film per la TV di supereroi
  - Candidatura al Miglior attore in una serie, miniserie o film per la TV di supereroi per John Cena
  - Candidatura alla Miglior attrice in una serie, miniserie o film per la TV di supereroi per Danielle Brooks
- 2022 – Hollywood Critics Association[64]
  - Candidatura per Miglior attore in una serie in streaming, commedia per John Cena
  - Candidatura per Miglior sceneggiatura in una serie in streaming, commedia per James Gunn (per O mucca o morte!)
- 2022 – MTV Movie & TV Awards[65]
  - Candidatura alla Migliore performance comica a John Cena
  - Candidatura al Miglior momento musicale per Do Ya Wanna Taste It
- 2022 – Primetime Creative Arts Emmy Award[66]
  - Candidatura per Miglior coordinazione stunt per una serie commedia o un programma di varietà a Wayne Dalglish e Gaston Morrison
- 2022 – Saturn Award[67][68]
  - Candidatura alla Miglior serie televisiva d'azione/avventura (streaming)
  - Candidatura alla Miglior attrice non protagonista in una serie in streaming a Danielle Brooks

## Spin-off
Nel gennaio 2021, Gunn ha detto di avere idee per altre serie televisive spin-off di The Suicide Squad oltre a Peacemaker, e un anno dopo ha confermato che stava lavorando a un'altra serie. Nel maggio 2022, una serie con il personaggio di Amanda Waller è stata rivelata, con Viola Davis in trattative per riprendere il suo ruolo dal DCEU. Christal Henry stava scrivendo la serie, che avrebbe dovuto basarsi sulle apparizioni di Waller in Peacemaker. Il mese successivo, Gunn ha dichiarato che la serie che aveva annunciato in precedenza era separata da un potenziale progetto su Amanda Waller, anche se in entrambe ci sarebbe stata «una certa fusione» di personaggi da Peacemaker.  Il 31 gennaio 2023, Gunn e Safran hanno presentato i primi progetti della loro lista del DCU, che inizia con il Capitolo Uno: Dei e Mostri. Il secondo progetto nella lista era Waller, con Davis confermata per riprendere il suo ruolo. È stato rivelato che Henry sta lavorando alla macrotrama del DCU con Gunn e altri sceneggiatori, ed è stata scelta come co-showrunner di Waller assieme a Jeremy Carver. Lo spin-off dovrebbe essere realizzato dopo la seconda stagione di Peacemaker.